# Castello di Maredolce
Castello di Maredolce egy palermói középkori kastély. A normann korszakban épület fel, építészetére az arab befolyás hatott. Palermo Brancaccio negyedében található, a Favara Parkon belül.

## Történelem
Az épület eredetét homály fedi. Egyes tudósok szerint a kastély elődjének alapítása Jafar al-Kalbi szicíliai emírhez köthető. Más tudósok szerint a kastélyt a normann uralom alatt építették, míg mások szerint a kastély körülvevő Favara Parkban levő mesterséges tó az Hauteville uralom alatt készülhetett el.
1071-ben a kastély környékét I. Roger gróf vezetésével normann sereg vette be Palermo városát. Itt hamarosan egy királyi palotát emeltek, amely II. Roger király idején a Szicíliai Királyság első királyi rezidenciájává vált. Az épület egy erődített komplexum része volt, a Monte Grifone hegy lábánál, amit várfal vett körbe. A falon belül hammam és mesterséges tó volt.
1328-ban III. Frigyes a kastélyt és a Favara parkot a német lovagrendnek adományozta, aminek központja a La Magione – Legszentebb Szentháromság Bazilika lett. Ezen időszak alatt az épület ispotályként funkcionált. A 15. század folyamán az épület a Beccadelli di Bologna nemesi család tulajdonába került. A 17. században újabb tulajdonosváltás történt: ezúttal  Francesco Agraz hercegé lett. Az Agraz család idején a kastélyt elhanyagolták és erősen lepusztult állapotba került. A köznyelvben a helyre csak "Castellaccio" (kastélyocska) néven hivatkoztak.
1992-ben a Szicíliai Parlament megvette az egész kastély kisajátítás révén. 2007-ben megkezdődtek a kastély felújítási munkálatai, de még 2016-ban is a kastélyt körbe vevő telkek nem az állam tulajdonában voltak. Az épület nem került még fel az UNESCO világörökségi helyszínére: Az arab–normann Palermo, valamint Cefalù és Monreale székesegyházaira, azonban 2019-ben a városvezetés ígéretet tett arra, hogy mindent megtesznek ezért.

## Leírása
Az épülere az arab építészeti stílus hatott. A területen II. Roger parancsára, mesterséges tavat készítettek, amelyben 2 hektárnyi területen mesterséges szigetek voltak. Ez köszönhető volt hogy a Monte Grifoneből eredő forrás vízét egy csatornának köszönhetően idevezették. A forrás azonban a 16. században kiszáradt.

## Galéria

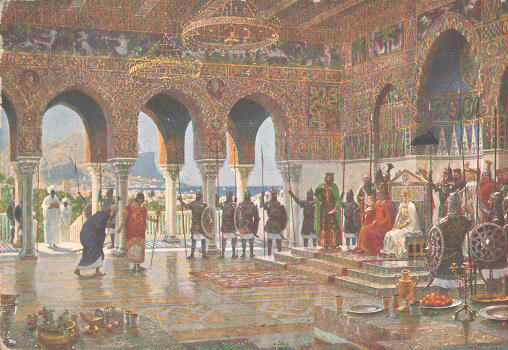
Michael Zeno Diemer - II.Frigyes és alattvalói a Maredolce kastélyban
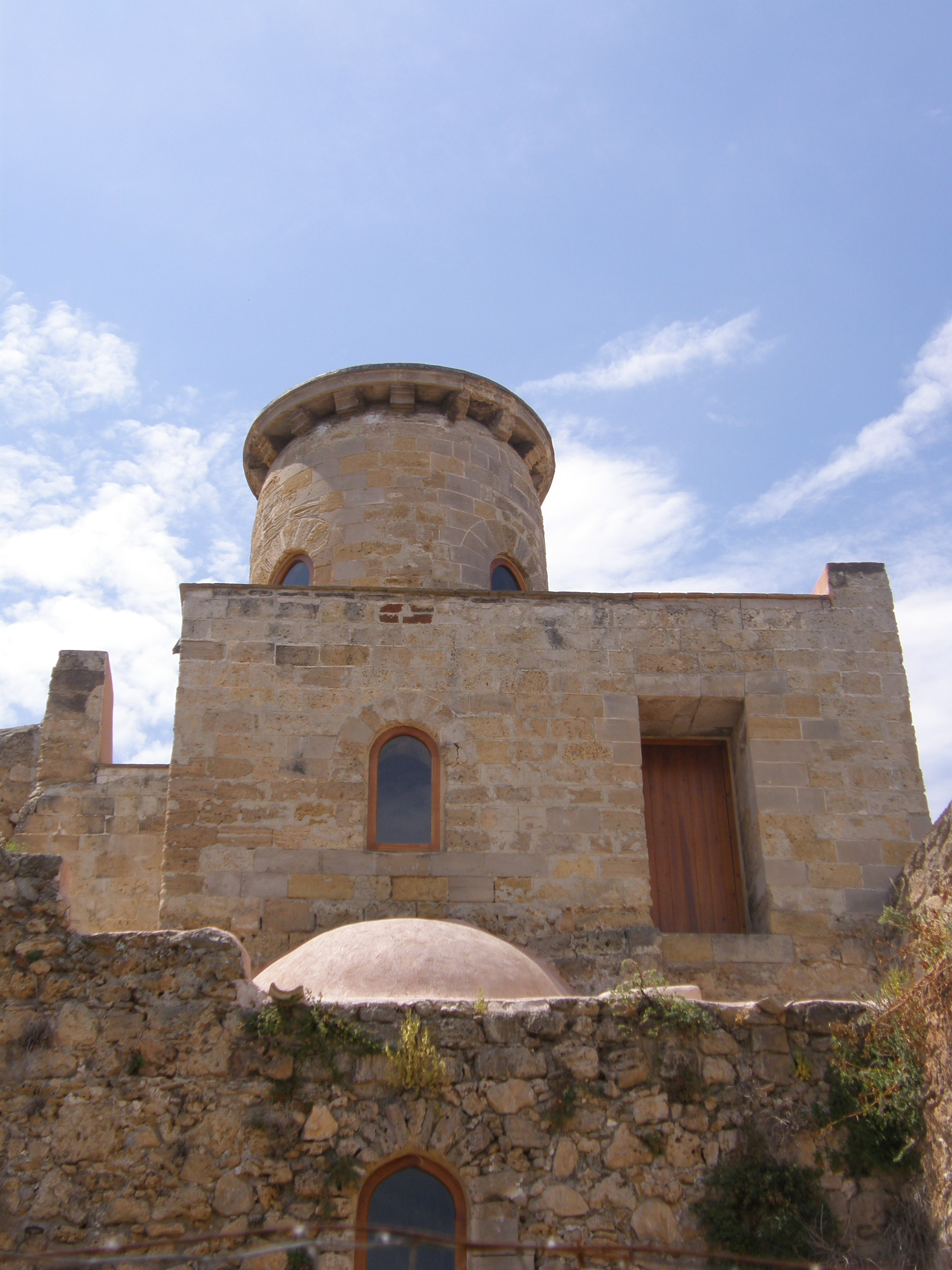
A kastély kápolnája
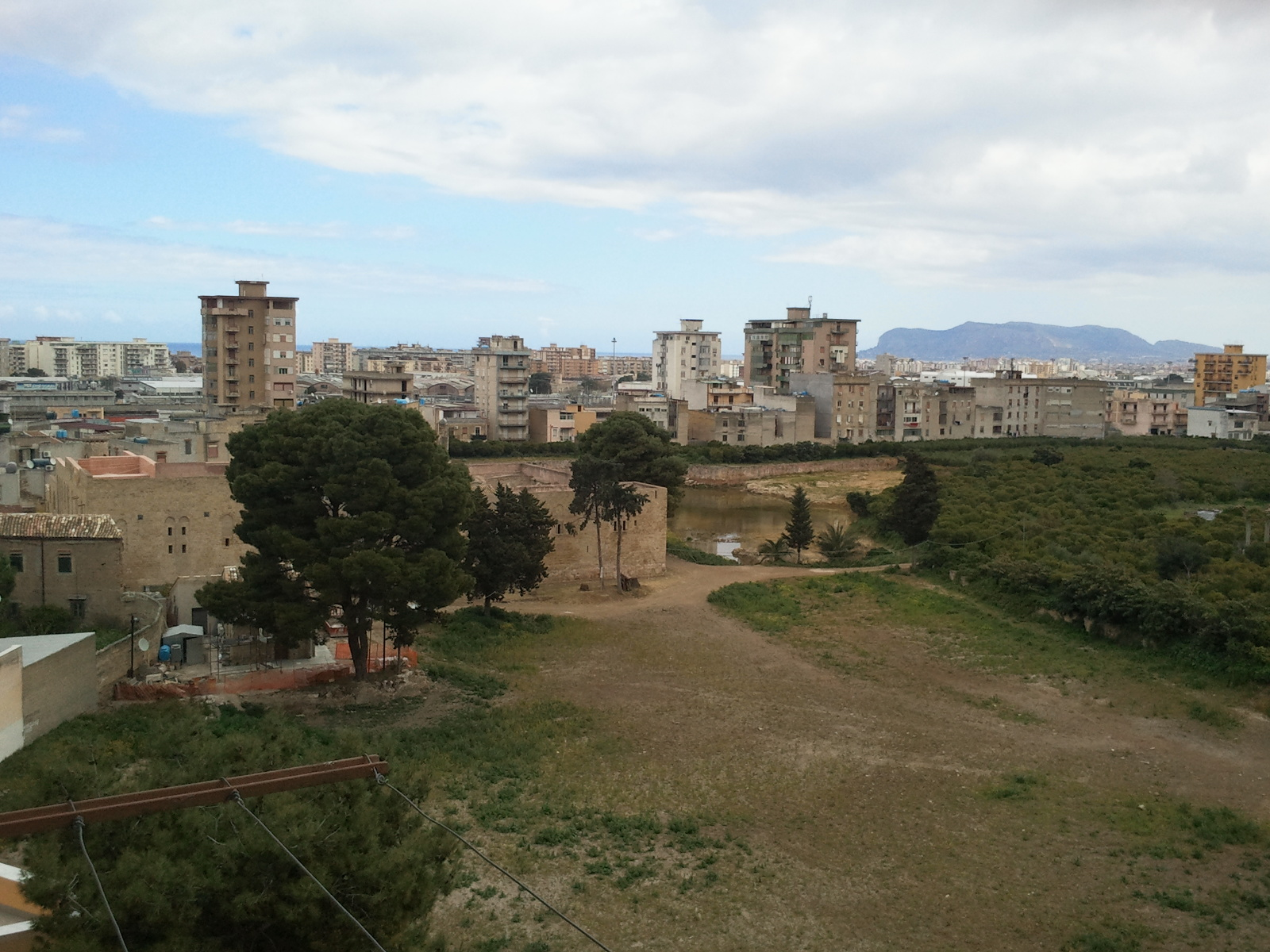
Kastély és a mesterséges tó